# 弗洛尼亚克
弗洛尼亚克（法語：Flaugnac，法語發音：[floɲak]）是法国洛特省的一个旧市镇，属于卡奥尔区。2016年1月1日，弗洛尼亚克与市镇圣保罗-德卢布勒萨克合并为新市镇圣保罗-弗洛尼亚克，弗洛尼亚克为新市镇行政中心。

## 地理
弗洛尼亚克（44°16'42"N, 1°23'37"E）面积30.96 平方千米，位于法国奧克西塔尼大區洛特省，该省份为法国西南部内陆省份，北起顺时针与科雷兹省、康塔爾省、阿韦龙省、塔恩-加龙省、洛特-加龍省和多尔多涅省接壤。
与弗洛尼亚克接壤的市镇（或旧市镇、城区）包括：佩恩。
弗洛尼亚克的时区为UTC+01:00、UTC+02:00（夏令时）。

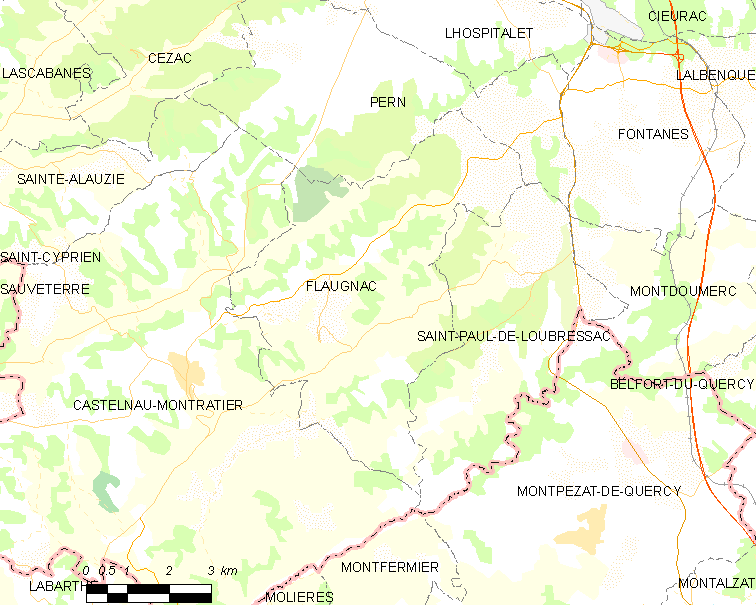
弗洛尼亚克的OSM定位图

## 行政
弗洛尼亚克的邮政编码为46170，INSEE市镇编码为46103。

## 政治
弗洛尼亚克所属的省级选区为南凯尔西边区县。

## 人口

1962-2008年间弗洛尼亚克人口变化图示

弗洛尼亚克于2018年1月1日时的人口数量为409人。